# Скоростная железная дорога Ичан — Ваньчжоу

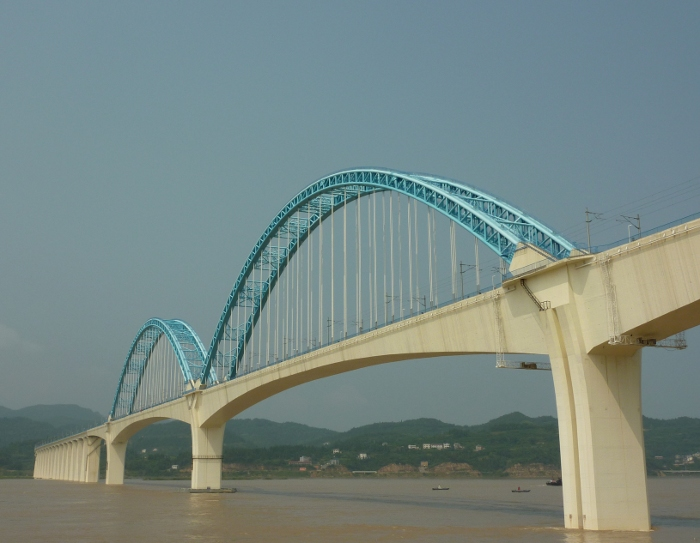
Мост через реку Янцзы у города Ичан

Скоростная железная дорога Ичан — Ваньчжоу (кит. 宜万铁路) длиной 377 км проходит по провинции Хубэй от города Ичан через Эньши-Туцзя-Мяоский автономный округ в территорию, подчинённую городу Чунцин до города Ваньчжоу. Дорога называется также Иваньская железная дорога по первым слогам. В дальнейшем дорога станет частью Высокоскоростной пассажирской линией Шанхай — Ухань — Чэнду. Соседняя секция Ухань — Ичан готовится введена в эксплуатацию в 2012 году.
После Ичана дорога переходит на южную сторону реки Янцзы, и только перед Ваньчжоу снова возвращается на северную сторону. Из 377 км трассы 288 занимают мосты и туннели. Главный инженер строительства Чжан Мэй заявил, что эта дорога — самая трудная из построенных в Китае. Дорога была пущена в эксплуатацию 22 декабря 2010 года.
Один километр дороги стоит около 9 миллионов долларов США

## Соединения
С востока Иваньская железная дорога является продолжением скоростной трассы Ухань — Ичан (ожидается ввод в эксплуатацию в 2012 году). В настоящее время этот отрезок пути обеспечивается обычными железными дорогами.
У станции Личуань дорога соединяется с высокоскоростной дорогой Чунцин — Личуань, пуск которой ожидается в 2012 году. Когда эта дорога будет запущена, она будет наилучшей скоростной трассой до Чунцина с возможностью следовать дальше в Чэнду. Тогда поездка от Уханя в Чунцин займёт пять часов. Ранее эта поездка требовала 22 часа.
До открытия трассы до Чунцина основное движение пассажирских потоков будет проходить до Ваньчжоу, где можно продолжить путь по существующей железной дороге в Дачжоу.
От Дачжоу поезда ходят на юго-запад в Чунцин и на запад в Чэнду.
Параллельно строится Междугородная железная дорога Чунцин — Ваньчжоу длиной 236 км, которая будет ответвляться от дороги Чунцин — Личуань после станции Чаншоу — Северный и далее идти только по северной стороне реки Янцзы её не пересекая; ввод этой дороги в эксплуатацию оценивается 2015 годом. Параллельная трасса начала строиться в конце декабря 2010 года и требует четырёх лет, однако темпы строительства снизились.

## История

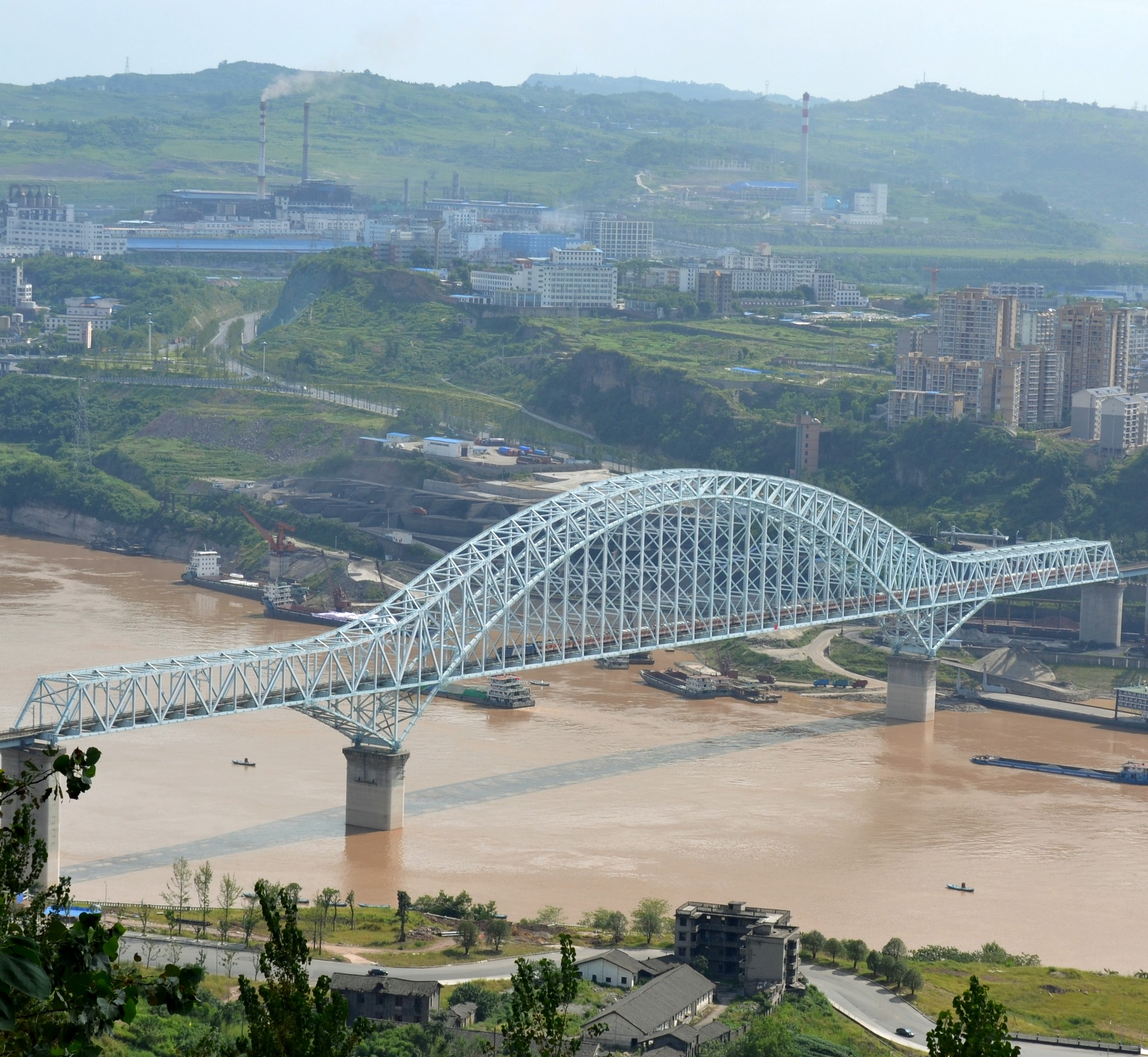
Мост через Янцзы у города Ваньчжоу

Идею строительства подобной дороги высказывал ещё Сунь Ятсен в 1903 году. Однако конструкция была крайне трудной, и до 2003 года проект так и не разрабатывался.
В середине 2009 года мосты, туннели, эстакады вдоль реки Янцзы были практически завершены, и была проложена почти половина дороги. 18 августа 2010 строительство было завершено. В ноябре 2010 дорога была пущена в эксплуатацию. Пассажирские поезда стали ходить по трассе Ухань — Личуань с 22 декабря. С 10 января 2011 года стали ходить поезда Ухань — Чунцин через Иваньскую линию.